# Aitkin (Minnesota)
Aitkin ist eine Kleinstadt (mit dem Status „City“) im Aitkin County im US-amerikanischen Bundesstaat Minnesota. Das U.S. Census Bureau hat bei der Volkszählung 2020 eine Einwohnerzahl von 2.168 ermittelt.

## Geografie
Aitkin liegt nordöstlich des geografischen Zentrums von Minnesota am linken Ufer des oberen Mississippi auf 46°31′59″ nördlicher Breite und 93°42′37″ westlicher Länge. Der Ort erstreckt sich über 5,7 km².
Benachbarte Orte von Aitkin sind Palisade (31,8 km nordöstlich), McGregor (36,8 km ostnordöstlich) und Deerwood (16,8 km südwestlich).
Die nächstgelegenen größeren Städte sind Minneapolis (201 km südlich), Minnesotas Hauptstadt Saint Paul (215 km südsüdöstlich), Eau Claire in Wisconsin (341 km südöstlich), Duluth am Oberen See (137 km östlich) und Fargo in North Dakota (267 km westlich).
Die Grenze zu Kanada befindet sich 270 km nördlich.

## Verkehr
In Aitkin treffen der U.S. Highway 169 sowie die Minnesota State Routes 47 und 210 zusammen. Alle weiteren Straßen sind untergeordnete und teils unbefestigte Fahrwege sowie innerörtliche Verbindungsstraßen.
In West-Ost-Richtung verläuft eine Eisenbahnlinie der BNSF Railway durch die Stadt.
Der nächstgelegene Großflughafen ist der 225 km südlich gelegene Minneapolis-Saint Paul International Airport.

## Demografische Daten
Nach der Volkszählung im Jahr 2010 lebten in Aitkin 2165 Menschen in 936 Haushalten. Die Bevölkerungsdichte betrug 379,8 Einwohner pro Quadratkilometer. In den 936 Haushalten lebten statistisch je 2,08 Personen.
Ethnisch betrachtet setzte sich die Bevölkerung zusammen aus 95,5 Prozent Weißen, 0,8 Prozent Afroamerikanern, 1,5 Prozent amerikanischen Ureinwohnern, 0,3 Prozent Asiaten sowie 0,1 Prozent aus anderen ethnischen Gruppen; 1,6 Prozent stammten von zwei oder mehr Ethnien ab. Unabhängig von der ethnischen Zugehörigkeit waren 1,2 Prozent der Bevölkerung spanischer oder lateinamerikanischer Abstammung.
22,2 Prozent der Bevölkerung waren unter 18 Jahre alt, 50,7 Prozent waren zwischen 18 und 64 und 27,1 Prozent waren 65 Jahre oder älter. 54,7 Prozent der Bevölkerung war weiblich.
Das mittlere jährliche Einkommen eines Haushalts lag bei 38.294 USD. Das Pro-Kopf-Einkommen betrug 25.227 USD. 17,9 Prozent der Einwohner lebten unterhalb der Armutsgrenze.